# NGC 4609
إن جي سي 4609 (NGC 4609) هو عنقود مفتوح  في جنوب كوكبة صليب الجنوب.

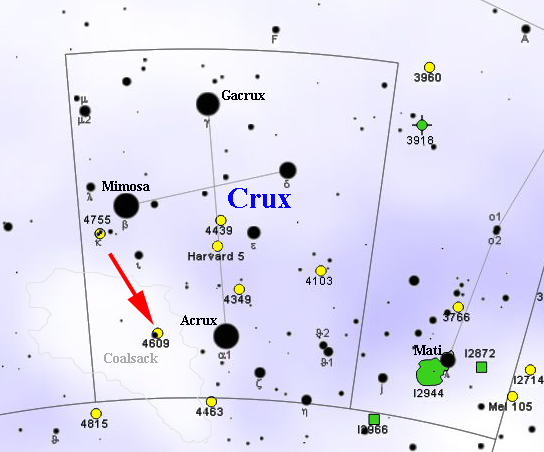
خريطة تبين موقع إن جي سي 4609

## وصلات خارجية
- إن جي سي 4609 على موقع WEBDA
- NGC 4609 على موقع ويكي سكاي: DSS2, SDSS, GALEX, IRAS, Hydrogen α, X-Ray, Astrophoto, Sky Map, Articles and images